# Mireille Grosjean
Mireille Grosjean (ur. 15 maja 1946 w La Chaux-de-Fonds) – emerytowana szwajcarska nauczycielka. Od 2013 roku przewodnicząca Międzynarodowej Ligi Nauczycieli Esperantystów. W 2014 roku wybrana Esperantystą Roku.

## Życiorys
Studiowała na uniwersytecie w Neuchâtel (Szwajcaria). W latach 1988–1994 była prezesem Centrum Kultury Esperanto w La Chaux-de-Fonds. Esperanto zaczęła uczyć się w 1985 roku po odbyciu podróży z rodziną do Japonii. Rok po konferencji ILEI w 2008 roku w Beninie założyła organizację pozarządową Scio Sen Bariloj, której celem jest wspieranie zdobywania wiedzy przez młodych ludzi w Afryce. Na przełomie 2013 na 2014 roku Scio Sen Bariloj była współorganizatorem 5 Afrika Kongreso de Esperanto (Afrykański Kongres Esperanta).
W latach 2007–2013 była przewodniczącą Międzynarodowej Komisji Egzaminacyjnej UEA. Od 2013 roku jest przewodniczącą Międzynarodowej Ligi Nauczycieli Esperantystów (ILEI). W 2014 roku ukończyła studia Interlingwistyczne na Uniwersytecie im. Adama Mickiewicza w Poznaniu. W 2014 roku została wybrana spośród 18 zgłoszonych osób Esperantystą roku. W 2015 roku była jednym z organizatorów Tria Tutmonda Kolokvo pri Instruado de Esperanto (Konferencja Trzeciego Świata na temat nauczania esperanta).

## Publikacje
- 2009: Afrikanoj kaj mi[4]
- 2014: Komunikado en Afriko[4]
- 2015: Bonvole eniru sen frapi! Kurso pri konfliktosolvado[4]

## Nagrody
- 2014: Esperantystka Roku[1]
- 2016: Nagroda Onisaburo Deguchi[4].
- 2019: honorowe członkostwo Swiss Esperanto Society